# Sticholeia loici
Sticholeia loici är en tvåvingeart som beskrevs av Soli 2002. Sticholeia loici ingår i släktet Sticholeia och familjen svampmyggor. Inga underarter finns listade i Catalogue of Life.